# Dakar Series
Pour les articles homonymes, voir Dakar (homonymie).
Les Dakar Series sont un mini-championnat de rallyes-raids, organisés par Amaury Sport Organisation depuis 2008. Étienne Lavigne, le directeur du Rallye Dakar, annonce leur création le 5 février 2008.

## Historique
Initialement prévues pour être introduites en 2009, les Dakar Series voient en fait le jour en 2008 avec le Rallye d'Europe centrale. L'avancement du calendrier de cette épreuve est dû à l'annulation du Rallye Dakar 2008 pour cause de menaces d'attentats terroristes, et l'inscription à la toute première épreuve de l'histoire de la compétition est attribuée en priorité aux équipages déjà pré-inscrits du Dakar.
En 2012 les Series s'installent -de façon semble-t-il durable- sur le continent sud-américain.

### 2008
Le mini-championnat se compose alors de 2 épreuves: le Rallye d'Europe centrale donc (vainqueur l'espagnol Carlos Sainz sur Volkswagen Race Touareg 2), pour cette première manche qui voit le jour du 20 au 26 avril 2008 en Roumanie et Hongrie, sur un tracé de 2 972 km, dont 1 430 km en spéciales, et le PAX Rally (vainqueur le français Stéphane Peterhansel sur Mitsubishi) qui se dispute tout spécialement au Portugal. Une catégorie camion est acceptée dès l'origine des Series.

### 2009
La Route de la Soie devient -seule- la 3e épreuve des Dakar Series, pour trois années. Sa première édition permet la traversée de la Russie, du Kazakhstan et du Turkménistan. Par la suite seule la Russie reste au programme (et l'Azerbaïdjan apparait en 2013, mais hors Dakar Series cette fois).

### 2010 et 2011
Le Silk Way Rally (les routes de la soie) est ainsi toujours d'actualité. Carlos Sainz en est déjà le vainqueur deux années consécutivement toujours sur Volkswagen Race Touareg 2, mais le polonais Krzysztof Hołowczyc le remporte en 2011 avec  une BMW X3.

### 2012
En 2012 le Desafio Litoral Rally disputé en Argentine et au Paraguay durant six jours et remporté par l'argentin Orlando Terranova sur BMW X3 pour les autos est intégré au projet comme première course sud-américaine... mais le Silk Way en sort. Le paraguayen Roberto Recalde termine 5e de la compétition et gagne le Dakar Challenge avec sa voiture.

### 2013
En 2013 les épreuves retenues sont le Desafío Ruta 40 en Argentine en juin, qui en est déjà à sa quatrième édition, et une toute nouvelle course, le Desafio Inca du Pérou disputé en octobre. Toutes deux encore sud-américaines. Le bolivien Marco Bulacia en catégorie auto est alors déclaré Champion des Dakar Series (le français David Casteu étant le lauréat chez les motos).

### 2014
En 2014 une nouvelle échéance s'annonce au Paraguay, le Desafío Guaraní durant quatre jours de juillet, qui vient s'intercaler entre le Desafío Ruta 40 huit jours en avril, et le Desafío Inca sept jours en septembre. Vainqueurs autos l'Argentin Juan Manuel Silva sur Prototype Colcar (en Argentine), le Bolivien Marco Bulacia sur Toyota FJ Crusier (au Paraguay), et l'Espagnol Nani Roma sur Mini All 4 Racing (au Pérou). Le Champion des Dakar Series sur 4 roues est finalement le Paraguayen Nelson Sanabria (Quads), et David Casteu reste le Champion des Series en moto pour 2014. Cristóbal Guldman et Rodolfo Guillioli gagnent respectivement le Dakar Challenge amateurs.

## Épreuves
| Année | Date            | Épreuve                       | Catégorie       | Vainqueur               | Constructeur              |
| ----- | --------------- | ----------------------------- | --------------- | ----------------------- | ------------------------- |
| 2008  | 20-26 avril     | Rallye d'Europe centrale      | Auto            | Carlos Sainz            | Volkswagen Race Touareg 2 |
| 2008  | 20-26 avril     | Rallye d'Europe centrale      | Moto            | David Casteu            | KTM 690 Factory           |
| 2008  | 20-26 avril     | Rallye d'Europe centrale      | Quad            | Hubert Dultrieu         | Polaris Outlaw 525        |
| 2008  | 20-26 avril     | Rallye d'Europe centrale      | Camion          | Hans Stacey             | MAN TGS 4X4 Special T4    |
| 2008  | 9-14 septembre  | PAX Rally                     | Auto            | Stéphane Peterhansel    | Mitsubishi Pajero EVO     |
| 2008  | 9-14 septembre  | PAX Rally                     | Moto            | Ruben Faria             | Honda CFR 450X            |
| 2008  | 9-14 septembre  | PAX Rally                     | Quad            | Luis Engeitado          | Suzuki LTR 450            |
| 2009  | 4-13 septembre  | Rallye de la Route de la Soie | Auto            | Carlos Sainz            | Volkswagen Race Touareg 2 |
| 2009  | 4-13 septembre  | Rallye de la Route de la Soie | Camion          | Firdaus Kabirov         | Kamaz 4326                |
| 2010  | 10-18 septembre | Rallye de la Route de la Soie | Auto            | Carlos Sainz            | Volkswagen Race Touareg 3 |
| 2010  | 10-18 septembre | Rallye de la Route de la Soie | Camion          | Eduard Nikolaev         | Kamaz 4326                |
| 2011  | 8-16 juillet    | Rallye de la Route de la Soie | Auto            | Krzysztof Hołowczyc     | BMW X3 CC                 |
| 2011  | 8-16 juillet    | Rallye de la Route de la Soie | Camion          | Aleš Loprais            | Tatra T815-2              |
| 2012  | 22-28 juillet   | Desafio Litoral               | Auto            | Orlando Terranova       | BMW X3 CC                 |
| 2012  | 22-28 juillet   | Desafio Litoral               | Moto            | Cyril Despres           | KTM 450 Rally Replica     |
| 2012  | 22-28 juillet   | Desafio Litoral               | Quad            | Sergio Lafuente         | Yamaha Raptor 700         |
| 2013  | 15-22 juin      | Desafío Ruta 40               | Auto            | Nani Roma               | Mini All4 Racing          |
| 2013  | 15-22 juin      | Desafío Ruta 40               | Moto            | Kurt Caselli            | KTM 450 Rally Replica     |
| 2013  | 15-22 juin      | Desafío Ruta 40               | Quad            | Lucas Bonetto           | Honda TRX 700 XX          |
| 2013  | 3-6 octobre     | Desafío Inca                  | Auto            | Guilherme Spinelli      | Mitsubishi ASX Racing     |
| 2013  | 3-6 octobre     | Desafío Inca                  | Moto            | Pablo Quintanilla       | KTM 450 Rally Replica     |
| 2013  | 3-6 octobre     | Desafío Inca                  | Quad            | Ignacio Casale          | Yamaha Raptor 700         |
| 2014  | 5-12 avril      | Desafío Ruta 40               | Auto            | Juan Manuel Silva       | Prototipo Colcar          |
| 2014  | 5-12 avril      | Desafío Ruta 40               | Moto            | Javier Pizzolito        | Honda CRF 450X            |
| 2014  | 5-12 avril      | Desafío Ruta 40               | Quad            | Sergio Lafuente         | Yamaha Raptor             |
| 2014  | 21-22 juillet   | Desafío Guarani               | Auto            | Marco Bulacia           | Toyota FJ Cruiser         |
| 2014  | 21-22 juillet   | Desafío Guarani               | Moto            | Francisco López         | KTM 450 Rally Replica     |
| 2014  | 21-22 juillet   | Desafío Guarani               | Quad            | Sergio Lafuente         | Yamaha Raptor             |
| 2014  | 11-14 septembre | Desafío Inca                  | Auto            | Nani Roma               | Mini All4 Racing          |
| 2014  | 11-14 septembre | Desafío Inca                  | Moto            | Claudio Rodríguez       | KTM 450 Rally Replica     |
| 2014  | 11-14 septembre | Desafío Inca                  | Quad            | Alonso Elías            | Yamaha Raptor 700         |
| 2015  | 17-23 mai       | Desafío Ruta 40               | Auto            | Orlando Terranova       | Mini All4 Racing          |
| 2015  | 17-23 mai       | Desafío Ruta 40               | Moto            | Paulo Gonçalves         | Honda CRF 450X            |
| 2015  | 17-23 mai       | Desafío Ruta 40               | Quad            | Lucas Bonetto           | Honda TRX 700XX           |
| 2015  | 19-25 juillet   | Desafío Guarani               | Auto            | Peter Jerie             | Toyota Hilux              |
| 2015  | 19-25 juillet   | Desafío Guarani               | Moto            | Kevin Benavides         | Honda CRF 450X            |
| 2015  | 19-25 juillet   | Desafío Guarani               | Quad            | Beto Ramírez            | Yamaha Raptor 700         |
| 2015  | 11-14 septembre | Desafío Inca                  | Épreuve annulée | Épreuve annulée         | Épreuve annulée           |
| 2016  | 21-27 septembre | Rallye Merzouga               | Moto            | Kevin Benavides         | Honda CRF 450 Rally       |
| 2016  | 21-27 septembre | Rallye Merzouga               | Quad            | Clemens Eicker          | E-ATV                     |
| 2017  | 7-12 mai        | Rallye Merzouga               | Moto            | Xavier De Soultrait     | Yamaha WR450F             |
| 2017  | 7-12 mai        | Rallye Merzouga               | Quad            | Nicolás Cavigliasso     | Yamaha YFZ450R            |
| 2017  | 7-12 mai        | Rallye Merzouga               | SXS             | Conrad Rautenbach       | Yamaha YXZ1000R           |
| 2017  | 24-30 septembre | China Rally                   | Auto            | Ma Hailong              | Nissan QV40               |
| 2018  | 15-20 avril     | Rallye Merzouga               | Moto            | Joan Barreda Bort       | Honda CRF 450 Rally       |
| 2018  | 15-20 avril     | Rallye Merzouga               | Quad            | Alex Dutrie             | Yamaha Raptor 700         |
| 2018  | 15-20 avril     | Rallye Merzouga               | SXS             | Bruno Varela            | Can-Am Maverick X3        |
| 2018  | 25-31 août      | Desafío Ruta 40               | Auto            | Sebastián Halpern       | Toyota Hilux              |
| 2018  | 25-31 août      | Desafío Ruta 40               | Moto            | Paulo Gonçalves         | Honda CRF 450 Rally       |
| 2018  | 25-31 août      | Desafío Ruta 40               | Quad            | Nicolás Cavigliasso     | Yamaha Raptor YFM         |
| 2018  | 13-16 septembre | Desafío Inca                  | Auto            | Orlando Terranova       | John Cooper Works Rally   |
| 2018  | 13-16 septembre | Desafío Inca                  | Moto            | Paulo Gonçalves         | Honda CRF 450 Rally       |
| 2018  | 13-16 septembre | Desafío Inca                  | Quad            | Juan Carlos Salvatierra | Barren BR1                |
| 2018  | 13-16 septembre | Desafío Inca                  | Camion          | Hector García           | Hino R500                 |
| 2018  | 13-16 septembre | Desafío Inca                  | SXS             | Casey Currie            | Can Am Maverick           |
| 2019  | 1-5 avril       | Rallye Merzouga               |                 |                         |                           |